# سرديان ماكسيموفيتش
سرديان ماكسيموفيتش هو لاعب كرة قدم سويسري في مركز الوسط، ولد في 13 ديسمبر 1986 في بادن في سويسرا. شارك مع منتخب سويسرا تحت 19 سنة لكرة القدم. أما مع النوادي، فقد لعب مع راد بيوغراد ويانغ بويز.